# Banshay

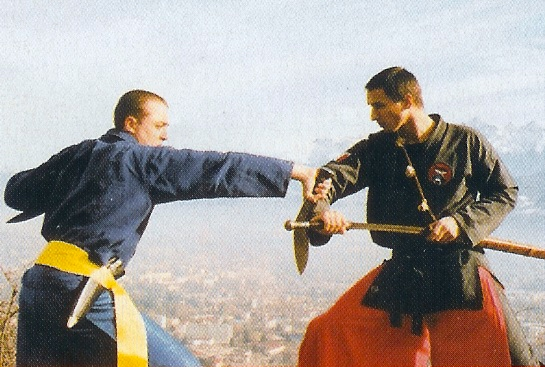
Banshay

Banshay (barmština : ဗန် ရှည်) je bojové umění z Myanmaru, založené na používání zbraní, především meče, hole a kopí. Díky tomu, že vznikalo pod vlivem indických i čínských bojových umění, je dosti podobné jako thajskému krabi-krabong, kambodžskému kbach kun boran a malajskému silat melayu. 
Ve stylu banshay se nejtypičtěji používají dva zahnuté meče jménem dha. Před začátkem souboje často protivníci tančí bojový tanec, při kterém roztáčí jeden nebo dva meče velmi blízko kolem svého těla, aniž by se pořezali.
Banshay obsahuje 37 sestav s meči. Trénink probíhá s mečem stále v pochvě. Tradičně, když mistr předává žákovi meč, měl by být zajištěn tak dobře, že s ním nejde nikoho zabít. V extrémních případech, když musí být meč odkryt, může být pochva zlomena kamenem nebo jiným předmětem.